# Программа Фулбрайта

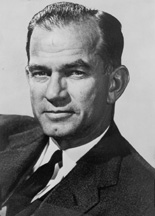
Основатель программы Джеймс Фулбрайт

Программа Фулбрайта (англ. Fulbright Program), включающая программу Фулбрайта — Хейса (англ. Fulbright–Hays Program), — программа образовательных грантов, основанная в 1946 году и выдвинутая бывшим сенатором от штата Арканзас США Джеймсом Уильямом Фулбрайтом и финансируемая госдепартаментом, с целью укрепления культурно-академических связей между гражданами США и других стран.
Крупнейшая из финансируемых правительством США международных обменных программ в области образования, Программа Фулбрайта создавалась с целью улучшить взаимопонимание между народом Соединенных Штатов и народами других стран. Стремясь к достижению этой цели, Программа Фулбрайта предоставила более чем 300 тысячам своих участников, выбранных благодаря их научному потенциалу и лидерским качествам, возможность познакомиться с работой политических, экономических и культурных организаций других стран, обменяться идеями и положить начало совместным проектам на общее благо народов мира. Проведением Программы Фулбрайта занимается Бюро по делам образования и культуры Государственного Департамента США. Со времени основания Программы 46 800 иностранных учёных проводили исследования или преподавали в университетах США и более 45 200 американских учёных занимались аналогичной деятельностью за рубежом. Ежегодно Программа Фулбрайта присуждает около 800 грантов учёным, приезжающим в США из других стран. В настоящее время Программа Фулбрайта действует в 155 странах мира.
Основной источник финансирования Программы Фулбрайта — ежегодные ассигнования, выделяемые Конгрессом США Государственному Департаменту. Правительства стран, участвующих в программе, принимающие университеты зарубежных стран и Соединённых Штатов также вносят финансовый вклад в проведение программы, либо принимая на себя часть расходов, либо опосредованно — в виде прибавок к жалованью лектора, освобождения от платы за обучение или предоставления университетского жилья.
Обеспечивает международные образовательные обмены для студентов, учёных, преподавателей, специалистов и художников. На конкурсной основе предоставляет гранты как американским, так и зарубежным (в том числе российским) студентам, учёным и исследователям. Стимулирует «перекрёстное» образование, в частности американских студентов за рубежом, а зарубежных — в США. Программа Фулбрайта является одной из самых престижных наградных программ в мире среди подобных, она работает более чем в 155 странах, в 50-ти из которых функционируют специальные комиссии, руководящие программой, там же где их нет, её курирует Отдел информации и культуры посольства США.
43 выпускника программы Фулбрайта получили Нобелевские премии (в том числе двое в 2010 году — Питер Даймонд и Эйити Нэгиси), 28 — гранты фонда Макартуров и 78 стали лауреатами Пулитцеровской премии.
Программа Фулбрайта ежегодно предоставляет около 8000 грантов, по состоянию на 2010 год, количество участников с момента основания достигло 300 000.
Бюро по вопросам образования и культуры Госдепартамента США финансирует программу из ежегодных ассигнований Конгресса. Дополнительные средства выделяют также правительства стран-партнёров, различные фонды и компании в Соединённых штатах и за их пределами.
«Совет по иностранным стипендиям Дж. Уильяма Фулбрайта» (FSB), в состав которого входят 12 руководителей образовательных учреждений и общественных организаций, назначаемых президентом Соединённых Штатов, определяет политику Программы, устанавливает критерии отбора и утверждает кандидатов, выдвинутых на получение гранта.
Бюро по делам образования и культуры Государственного Департамента США разрабатывает меры, обеспечивающие выполнение стоящих перед программой задач, и в сотрудничестве с комиссиями и фондами по вопросам образования осуществляет проведение программы в 51 стране мира, где имеются действующие соглашения с США о проведении обменных программ. В 90 странах, не имеющих такого договора, помощь в проведении программы оказывают посольства США. В Соединённых Штатах проведению программы содействуют ряд вспомогательных агентств.
Двусторонние межнациональные комиссии и фонды во взаимодействии с университетами и организациями принимающей страны составляют ежегодный план проведения обменов. Они также производят предварительный отбор кандидатов на получение студенческих и преподавательских грантов по своим обменным программам, проводят собеседования и рекомендуют «Совету по иностранным стипендиям Дж. Уильяма Фулбрайта» достойных претендентов. В странах, где такие комиссии и фонды отсутствуют, отдел культуры посольства США определяет политику Программы и курирует её проведение.
«Совет по международным обменам учёных» (CIES), по соглашению о сотрудничестве с Государственным Департаментом, осуществляет проведение Программы Фулбрайта для университетских преподавателей и учёных. «Совет по международным обменам учёных» является частью Института международного образования (IIE) и тесно сотрудничает с наиболее крупными образовательными учреждениями в области гуманитарных, общественных и естественных наук. CIES оказывает поддержку преподавателям и учёным, находящимся в США по гранту Программы Фулбрайта.

## История
Если мы не хотим умереть вместе в войне, мы должны учиться, чтобы жить вместе в мире.— Президент Гарри Трумэн
В 1945 году сенатор от штата Арканзас Джеймс Уильям Фулбрайт внёс в Конгресс законопроект об использовании средств, вырученных с продажи излишков военной собственности правительства США в фонде «Содействие международной доброй воли путём обмена студентами в области образования, культуры и науки». После Второй мировой войны была создана Организация Объединённых Наций и программа Фулбрайта, предложенная в это же время, стала важным средством в укреплении мира и взаимопонимания между народами. К законопроекту был разработан план отказа от накопленных во время войны долгов иностранных государств в обмен на финансирование международных образовательных программ.
1 августа 1946 года президент Гарри Трумэн подписал законопроект и в последние дни 79-й сессии Конгресса США он был принят. Тогда никто и не предполагал, что программа Фулбрайта станет одной из крупнейших образовательных программ в истории. Однако поначалу её реализация проходила не совсем гладко. Переговоры об участии других стран и выделении средств затягивались, так первые соглашения были подписаны спустя почти 2 года: в 1947 году с Китаем и Бирмой, в 1948 году с Филиппинами и Грецией. Существовали и технические и бюрократические проблемы, связанные с Министерством финансов США, Министерство юстиции США, а также с другими заявителями в государственный департамент, которые хотели использовать эти средства для строительства и реконструкции посольств за рубежом. Помимо этого, законом допускалась оплата обучения только в долларах США, что стало серьёзной проблемой для программы.

### Программа Фулбрайта в России
«Соглашение между Правительством Союза Советских Социалистических Республик и Правительством Соединенных Штатов Америки о сотрудничестве в области науки, техники, образования, культуры и в других областях» было подписано 11 апреля 1972 года. В 1973 году участниками первой программы обмена стали шесть советских и шесть американских ученых. С этого времени Программа Фулбрайта предоставила возможность установить новые научные контакты, продолжить свое обучение и пройти стажировку почти тысяче восьмистам российских профессоров, преподавателей, молодых специалистов.
Со временем список конкурсных дисциплин расширился, и теперь стипендию Фулбрайта могут получить специалисты всех областей науки.
В рамках программы много сделано в плане сближения российских и американских исследователей. Однако такие программы сотрудничества нередко вызывают опасение по поводу «утечки мозгов» в США и являются темой для обсуждения российско-американских отношений. По словам Наталии Смирновой, заместителя директора программы Фулбрайт в РФ:
Поскольку программа правительственная и двухсторонняя, мы очень отрицательно относимся к проблеме утечки мозгов, поэтому стипендиаты получают визу Джей 1, которая подразумевает возврат стипендиата в страну после окончания гранта.

## Знаменитые выпускники
- Андреасен, Нэнси Кувер — американский нейробиолог и нейропсихиатр.
- Барретт, Крэйг — сопредседатель наблюдательного совета Управления компаниями проекта Инноград.
- Берзин, Александр — американский буддолог, тибетолог, историк и учитель дхармы.
- Биш, Диана — американская органистка и телеведущая.
- Гамильтон, Элен — американская художница — абстракционист и альпинист.
- Гиффордс, Габриэль — американский политический и государственный деятель, член Палаты представителей США от штата Аризона
- Голомб, Соломон Вольф — математик, инженер, профессор электротехники.
- Джаккони, Риккардо — американский физик итальянского происхождения, лауреат Нобелевской премии по физике в 2002 году.
- Джойс, Тревор — ирландский поэт, пишущий на английском языке.
- Доктороу, Кори — канадский писатель-фантаст, журналист, блогер, философ, поборник либерализации системы авторских прав.
- Дэлби, Лайза Крифилд — американская писательница и учёный-антрополог, специализирующийся на японской культуре.
- Забужко, Оксана Стефановна — современная украинская писательница и поэтесса.
- Карасёва, Марина Валериевна— российский музыковед, заслуженный деятель искусств Российской Федерации, педагог, доктор искусствоведения, профессор, член Союза композиторов России.
- Квинт, Владимир Львович — экономист и стратег, иностранный член Российской академии наук, доктор экономических наук, профессор
- Копленд, Аарон — американский композитор, пианист, дирижёр и педагог.
- Ле Гуин, Урсула Крёбер — известная американская писательница и литературный критик.
- Левин, Джек — американский живописец и график.
- Либескинд, Даниэль — американский архитектор-деконструктивист еврейского происхождения.
- Литгоу, Джон — американский актёр.
- Лундгрен, Дольф — шведский актёр, режиссёр, сценарист и продюсер.
- Лышега, Олег Богданович — украинский поэт и переводчик.
- Магомедов, Рабадан Гаджиевич — российский археолог.
- Миллз, Джон Эванс Атта — президент Республики Гана (2009—2012).
- Мозер, Юрген Курт — известный математик, Президент Международного математического союза (1983—1986).
- Нозик, Роберт — американский философ, идеолог классического либерализма.
- Экли, Гарднер — американский экономист.
- Пиньера, Себастьян — чилийский экономист, инвестор и политический деятель, президент Республики Чили (2010—2014).
- Писарник, Алехандра — аргентинская поэтесса, прозаик, переводчик.
- Плавшич, Биляна — боснийский учёный, политик, военный преступник.
- Плат, Сильвия — американская поэтесса и писательница, считающаяся одной из основательниц жанра «исповедальной поэзии» в англоязычной литературе.
- Алек Расизаде — американский историк, автор Алгоритма Расизаде.
- Ротелла, Миммо — итальянский художник-авангардист, разработавший технику де-коллажа.
- Скармета, Антонио — чилийский писатель, сценарист.
- Солана, Хавьер — испанский политический деятель. Учёный-физик, специалист в области физики твёрдого тела.
- Сон Санхён — южнокорейский юрист, Председатель Международного уголовного суда.
- Стиглиц, Джозеф Юджин — американский экономист-неокейнсианец.
- Тао, Теренс — австралийский математик.
- Теймор, Джули — американский кино- и театральный режиссёр, сценарист.
- Фазлур Хан — американский инженер-строитель, автор проектов чикагских небоскрёбов Уиллис-тауэр и John Hancock Center.
- Файн, Ирвинг — американский композитор.
- Флеминг, Рене — американская оперная певица.
- Хавасс, Захи — египетский археолог и историк Древнего Египта.
- Хеллер, Джозеф — американский прозаик-романист.
- Цимошевич, Влодзимеж — польский государственный и политический деятель.
- Эванс, Ли — американский легкоатлет (бег на 400 м).
- Юнус, Мухаммад — профессор экономики, лауреат Нобелевской премии мира в 2006 году.

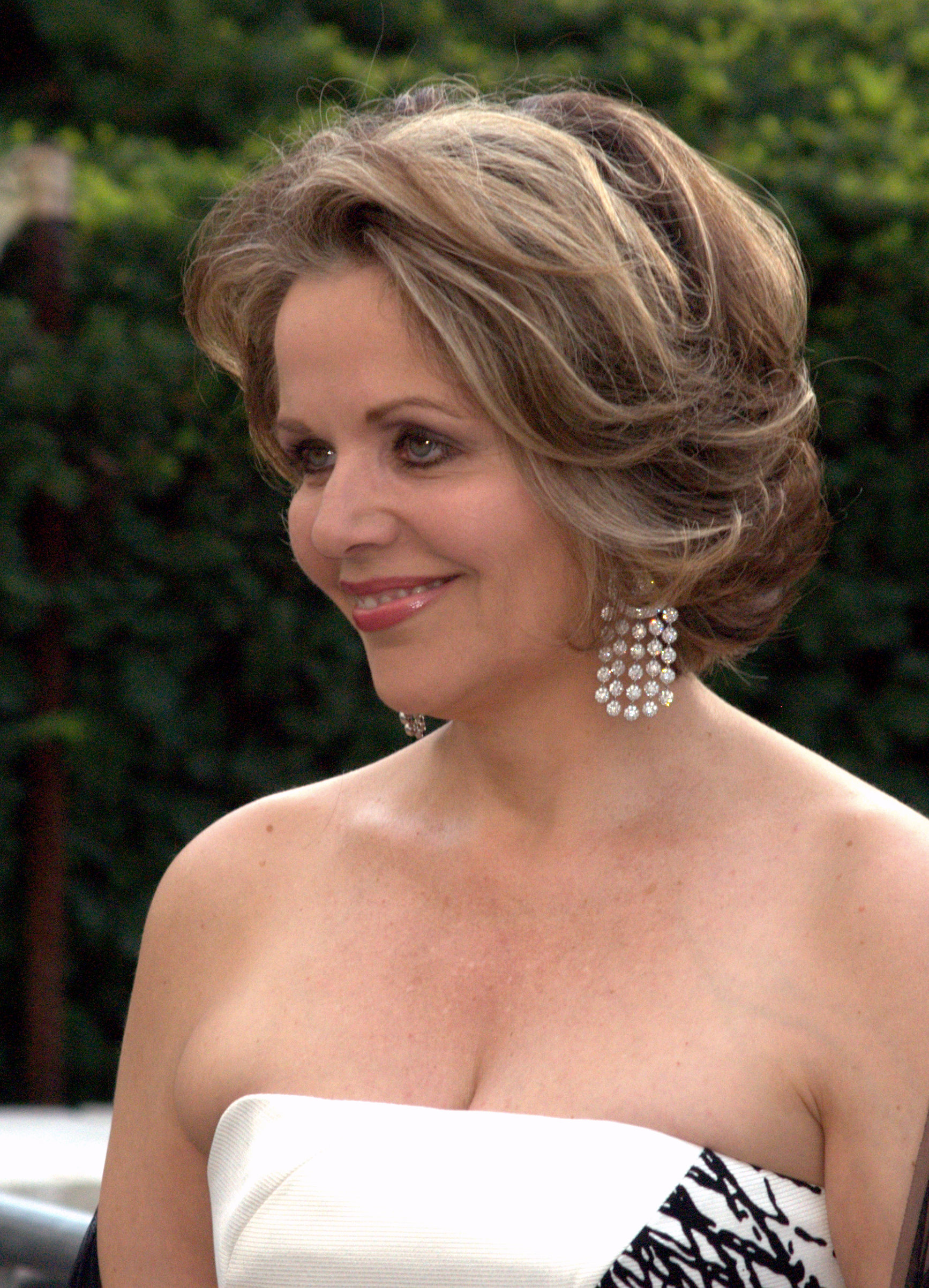
Рене Флеминг
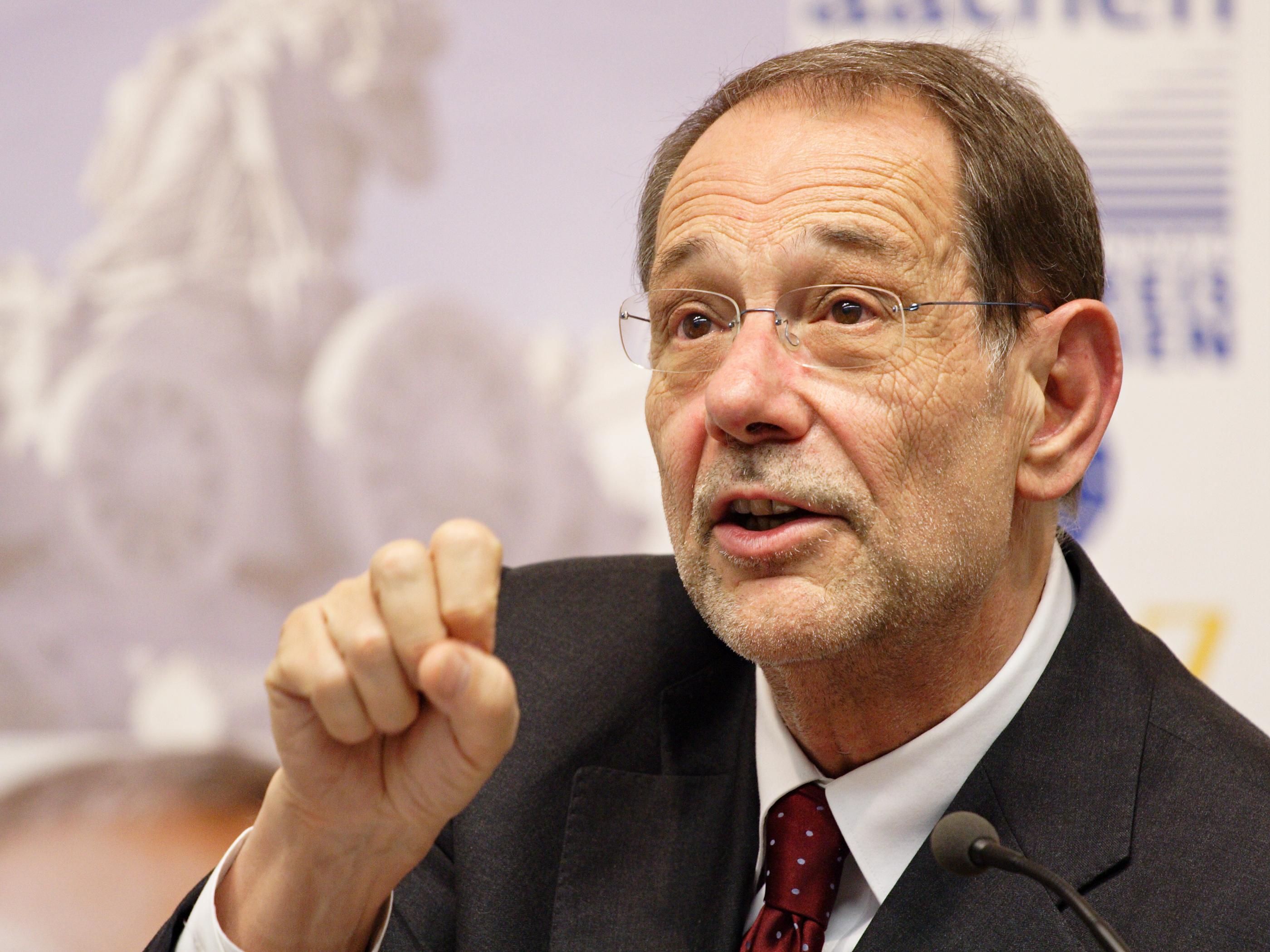
Хавьер Солана
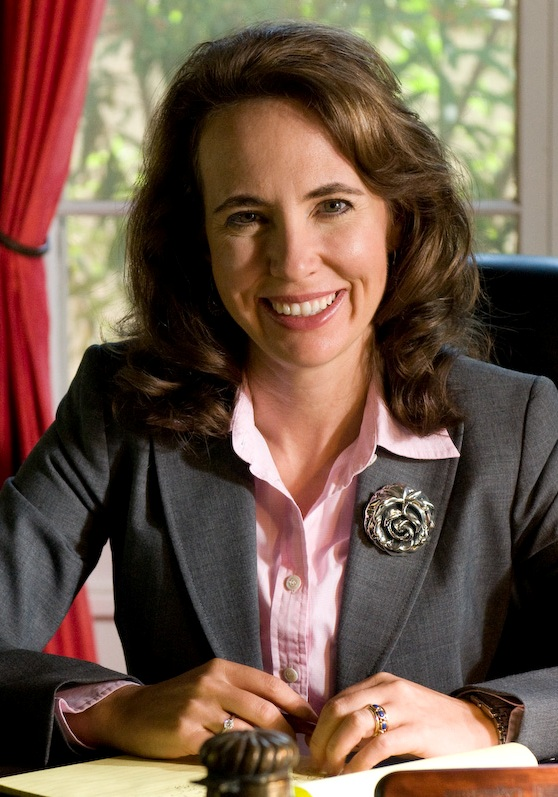
Габриэль Гиффордс
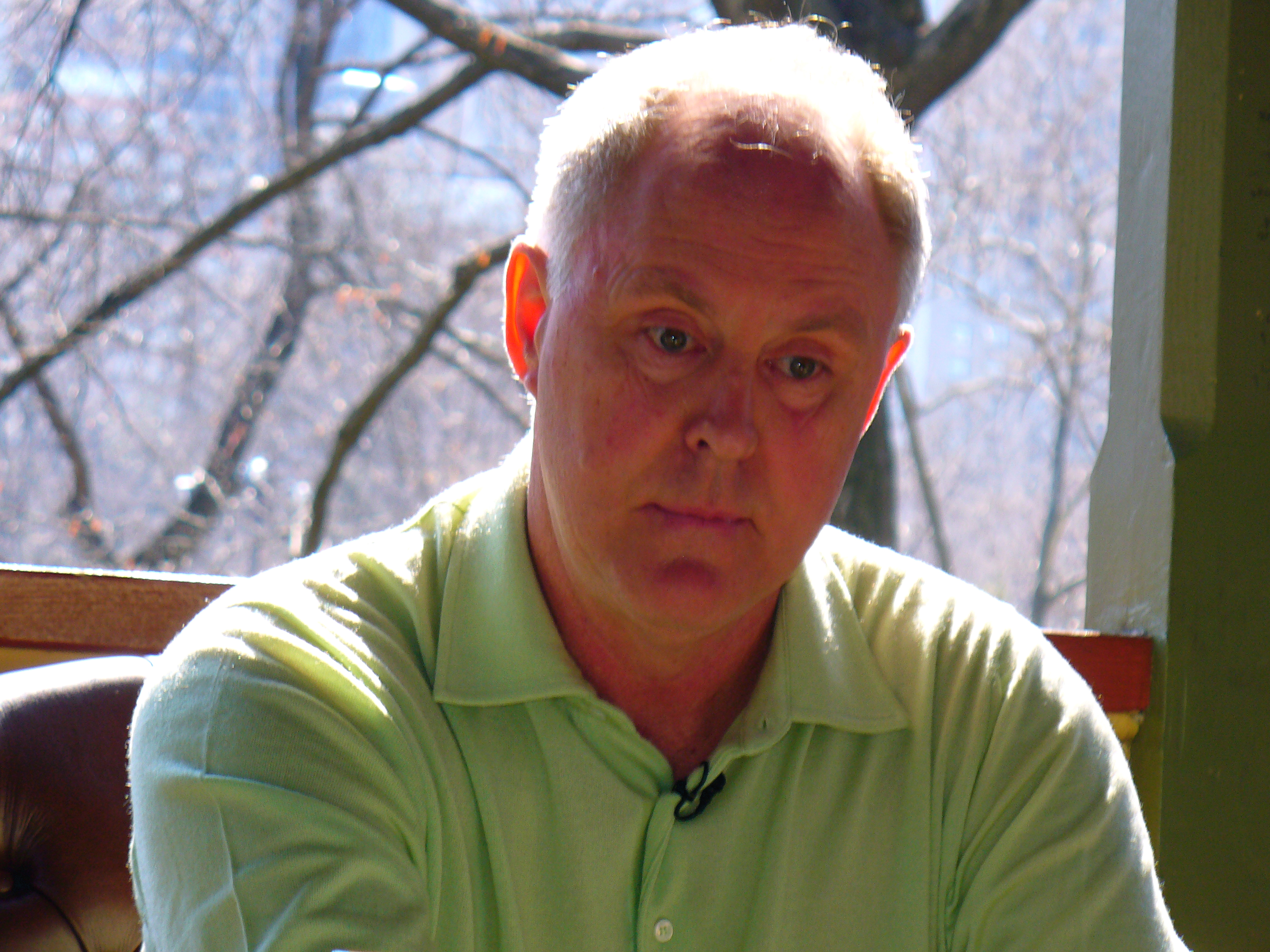
Джон Литгоу
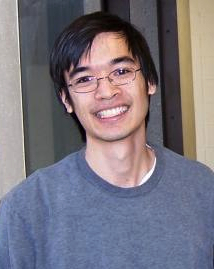
Теренс Тао
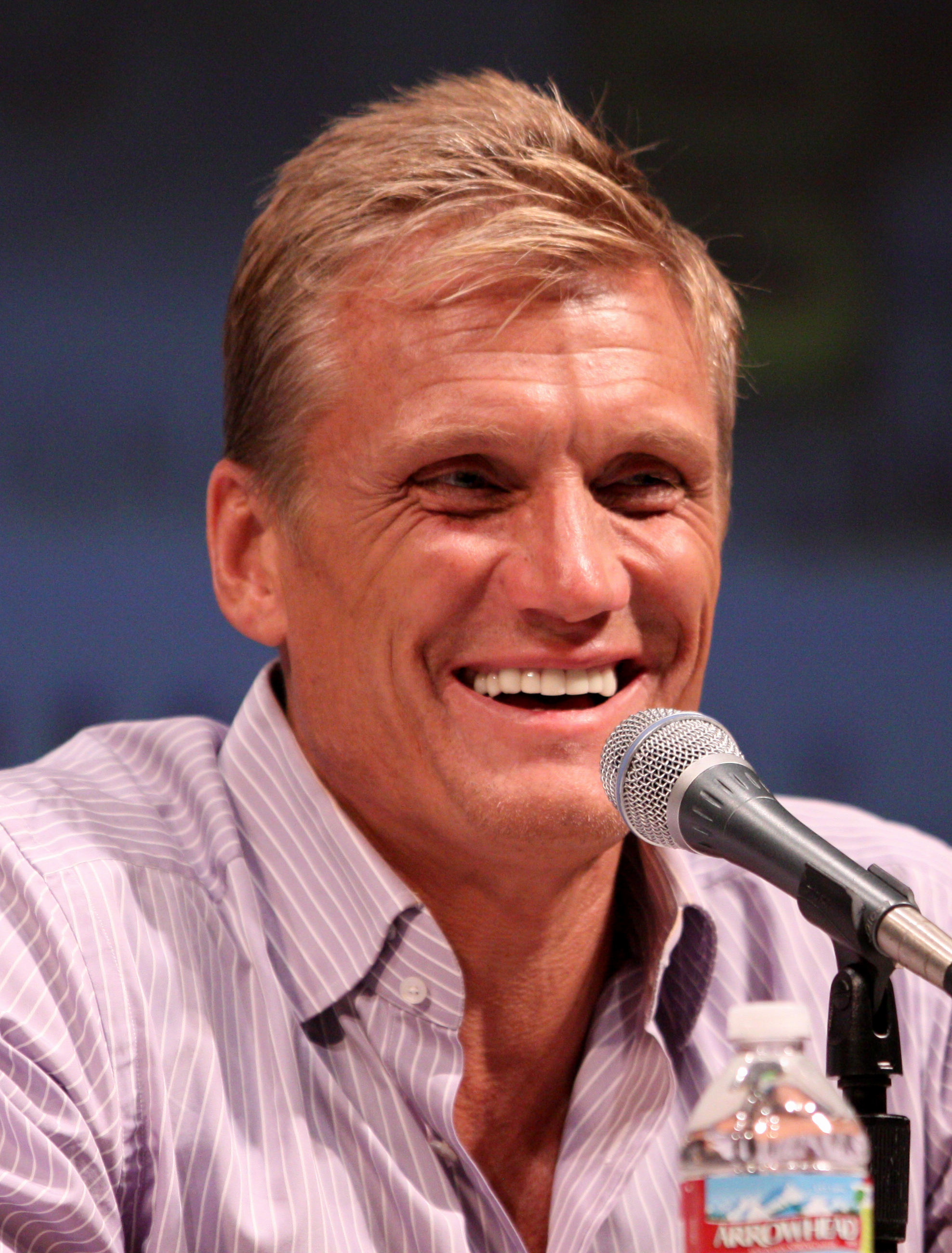
Дольф Лундгрен
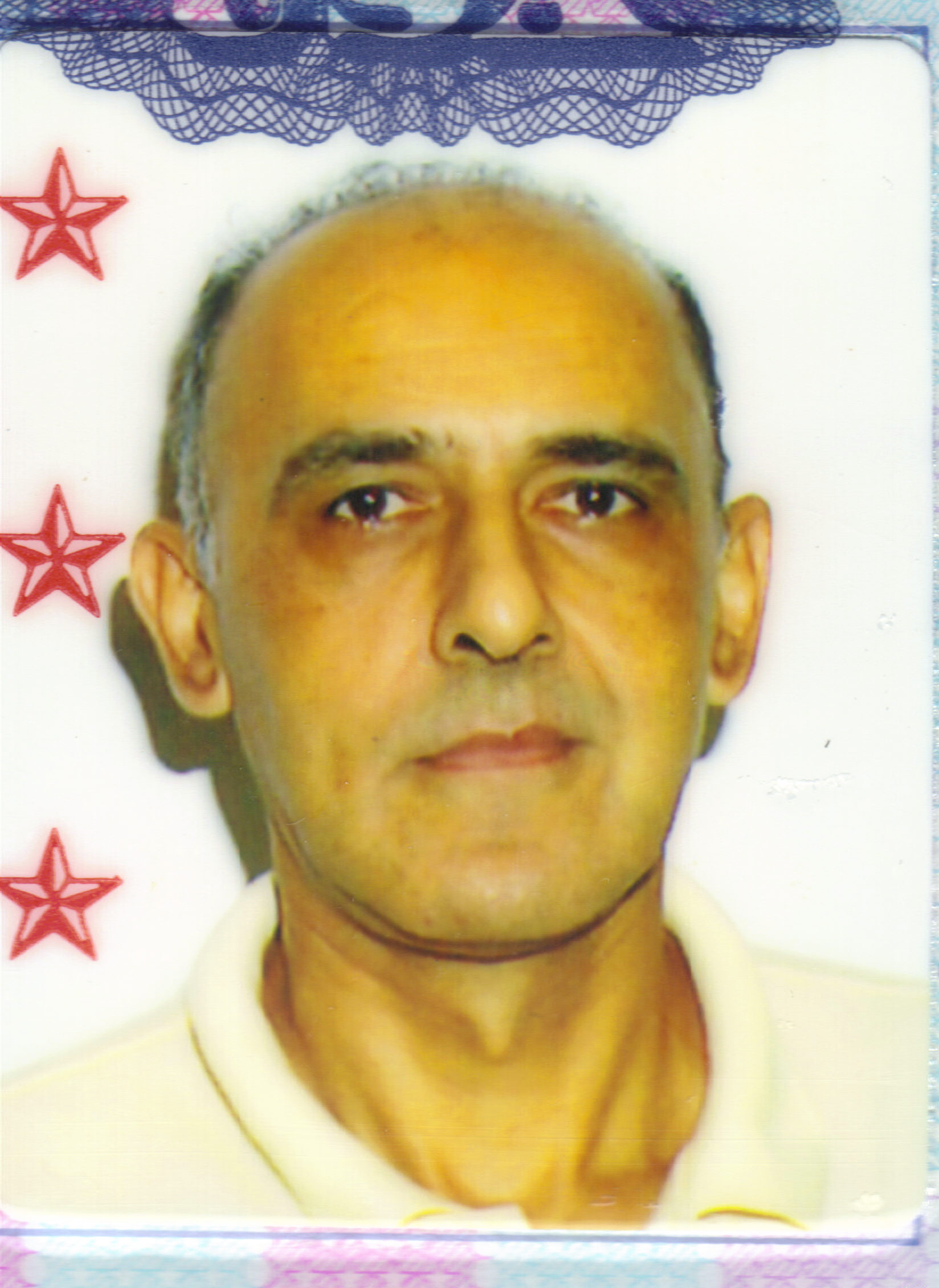
Алек Расизаде